# Steenbakkerssite

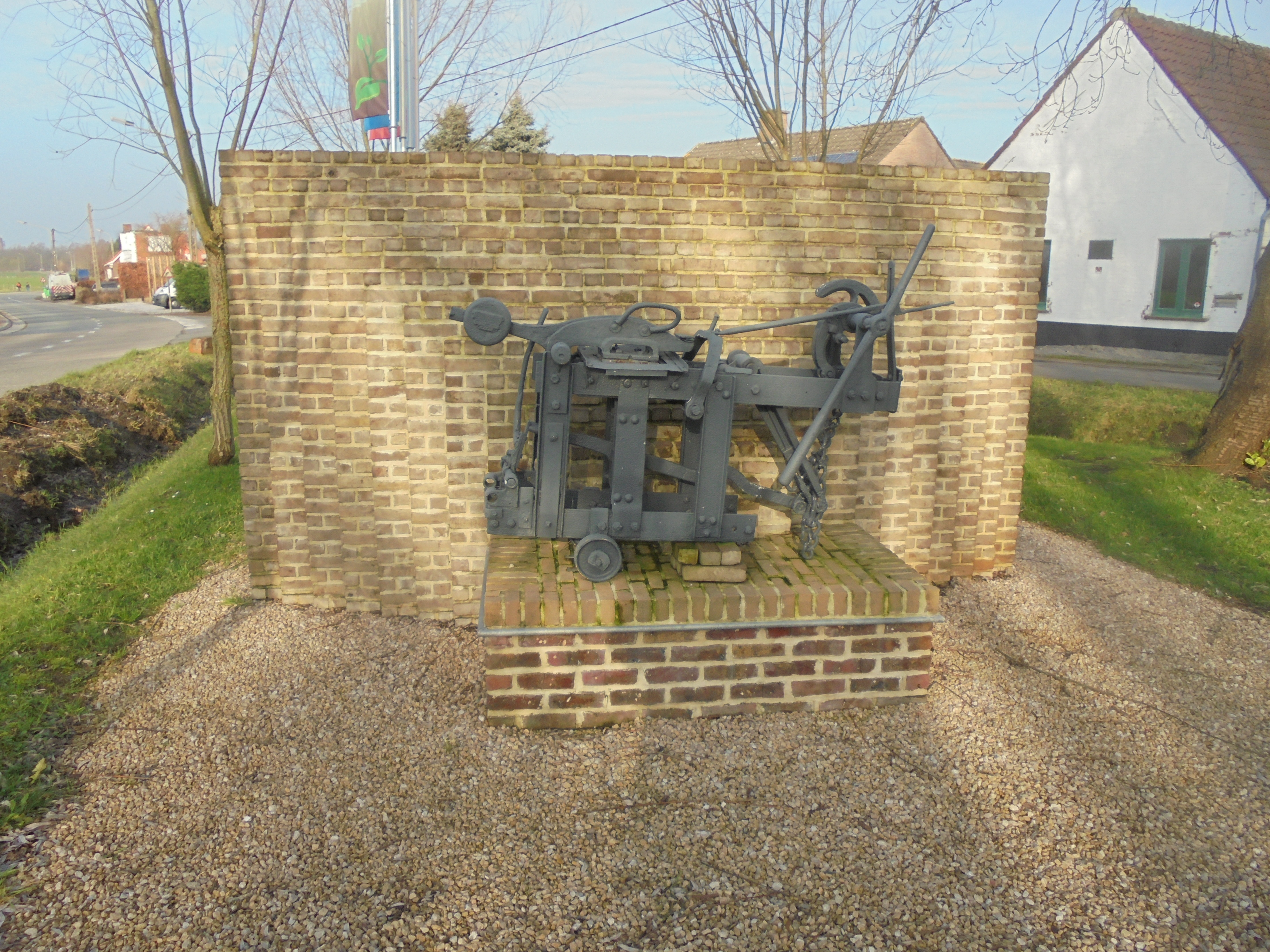
Steenbakkerssite

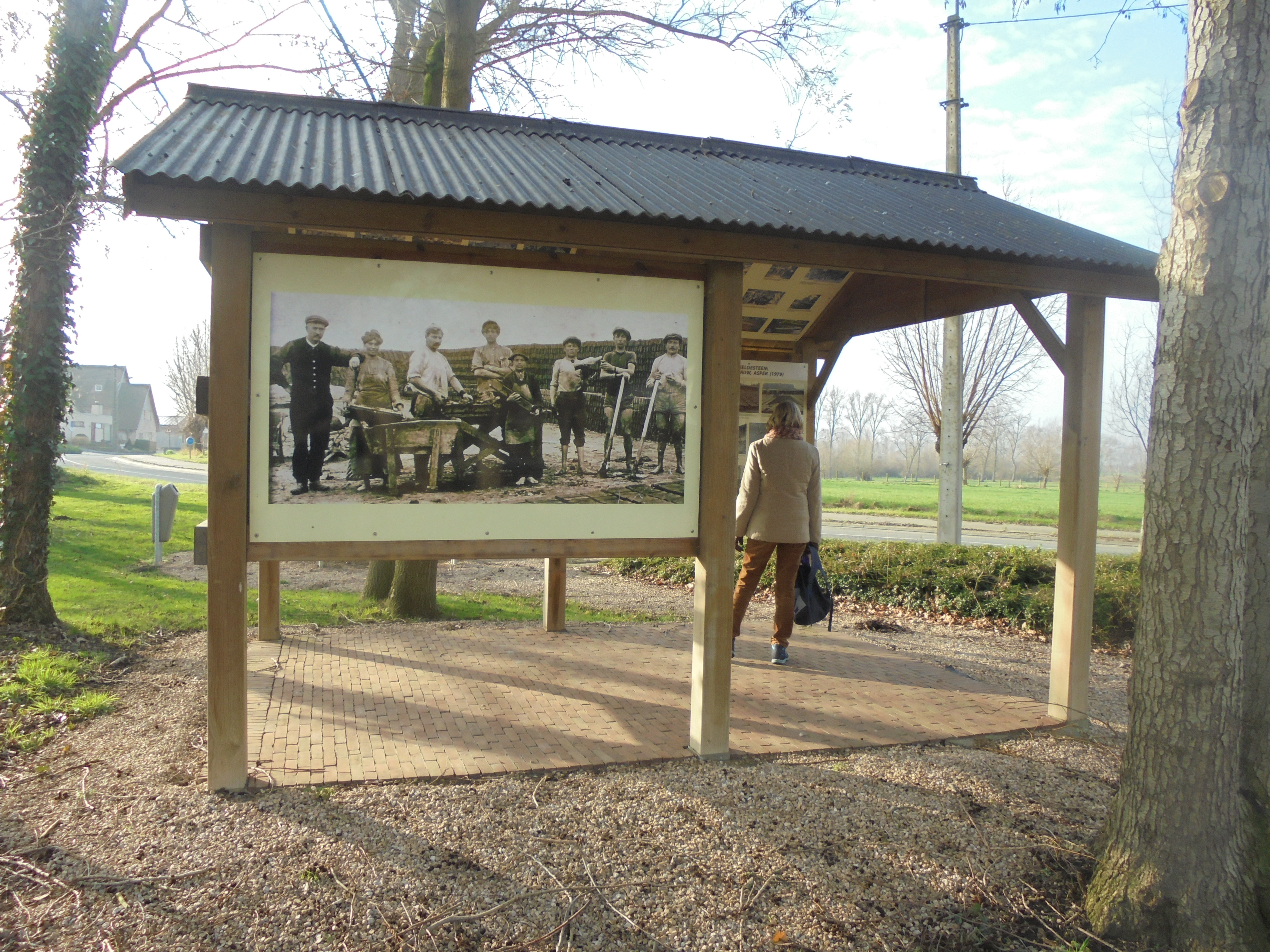
Leerpad

De Steenbakkerssite is een herinneringsplek in Semmerzake (Gavere) die herinnert aan de steenbakkerijen (veldovens) in de Scheldestreek tussen Gent en Oudenaarde. De site bevindt zich op de hoek van de Grotenbroek en de Louis De Meesterstraat en werd geopend op 9 september 2012. 
In de droogloods wordt het productieproces van het steenbakken in een veldoven uit de doeken gedaan. Er is ook een madelon (steenpers) aanwezig. Daarnaast is er een leerpad met informatie over de vroegere steenbakkers en -bedrijven uit de regio.